# Närdinghundra härad
Närdinghundra härad var ett härad i östra Uppland. Området omfattar delar av Uppsala kommun i Uppsala län och Norrtälje kommun i Stockholms län.  Häradets totala yta uppgick till knappt 673 km² och befolkningen uppgick år 1930 till 8 244 invånare. Tingsställe var tidigt i Åsby för att från 1842 vara i Knutby socken och från 1918 i Häverödal.

## Geografi
Häradet avgränsas i söder av den landrygg, som skiljer Stockholms läns gamla områdes nordligaste del från den mellersta. Det genomstrykes av landryggens nordliga utgreningar, vilka skiljer de vattendrag som genom Funboån flyter mot Mälaren och genom Olandsån och Skeboström flyter mot Ålands hav. Häradsområdet består av mer eller mindre breda dalgångar och slätter kring dessa vattendrag och vidsträckta, oländiga och kärriga skogsmarker i söder och norr. Närdinghundra härad gränsade mot Långhundra och Sjuhundra härader i söder, Lyhundra härad i sydost, Frösåkers härad i nordost, samt Olands och Rasbo härader i nordväst.
De största tätorterna är idag Länna, Almunge, Knutby och Edsbro.

### Socknar
Närdinghundra härad omfattade sex socknar.
I nuvarande Uppsala kommun:
- Bladåker
- Faringe
- Almunge
- Knutby

I nuvarande Norrtälje kommun:
- Edsbro
- Ununge

Dessutom omfattade häradet en del av Fasterna socken som annars låg i Sjuhundra härad. Dessutom låg en del av Ununge socken inom Frösåkers härad.

## Historia
Närdinghundra härad, som under 1300-talet skrevs som Nærdhingiahundæri det vill säga. närdingarnas hundare/härad där närding syftar på de som bor vid sjön Närdingen, var ett av tio hundare i det gamla uppländska folklandet Tiundaland. Dess tingsplats låg i Gränsta utanför Knutby i häradets centrum. I likhet med andra delar av Uppland har häradet en lång historia, och genom bygden löpte avstickare till de vattenleder som förband Ålands hav i öster med Långhundraleden i väster, som också kallas Sjuhundraleden. Det är också gott om fornborgar i området. Närdinghundra häradssigill visade en dynggrep, vilket få anses peka mot häradets bördighet, men här fanns även en lång rad järnbruk verksamma in i modern tid, bland annat i Bennebol, Edsbro och Skebobruk.

## Län, fögderier, domsagor, tingslag och tingsrätter
Häradet har sedan 1715 hört till Stockholms län, innan dess Upplands län (1634–1639, 1648–1651, 1654–1714) och i perioderna däremellan till Stockholms län. 1971 överfördes till Uppsala län: Bladåkers, Faringe, Almunge och Knutby socknar. Församlingarna i häradet tillhör(de) Uppsala stift.
Häradets socknar hörde till följande fögderier:
- 1720–1881 Frösåkers och Närdinghundra fögderi
- 1882–1885 Frösåkers, Närdinghundra, Väddö och Häverö fögderi
- 1886–1966 Norra Roslags fögderi
- 1967–1990 Norrtälje fögderi
- 1971–1990 Uppsala fögderi för Bladåkers, Faringe, Almunge och Knutby socknar

Häradets socknar tillhörde följande domsagor, tingslag och tingsrätter:
- 1680–1917 Närdinghundra tingslag i
  - 1680–1689 Olands,  Närdinghundra, Frösåkers, Häverö och Väddö, Bro och Vätö häraders/skeppslags domsaga
  - 1689–1714 Närdinghundra, Frösåkers, Olands och Häverö häraders/skeppslags domsaga
  - 1715–1777 Lyhundra, Frötuna, Länna, Närdinghundra, Sjuhundra, Frösåker, Häverö, Väddö, Bro och Vätö häraders/Skeppslags domsaga med
  - 1777–1862 Närdinghundra, Lyhundra, Frötuna, Länna, och Sjuhundra domsaga
  - 1863–1917 Närdinghundra, Frösåkers, Väddö och Häverö domsaga från 1870 benämnd Norra Roslags domsaga
- 1918–1947 Väddö och Närdinghundra tingslag i Norra Roslags domsaga
- 1948–1970 Norra Roslags domsagas tingslag i Norra Roslags domsaga

- 1971– Norrtälje tingsrätt och dess domsaga för delarna i Norrtälje kommun
- 1971– Uppsala tingsrätt och dess domsaga för delarna i Uppsala kommun

### Webbkällor
- Nationella arkivdatabasen för uppgifter om fögderier, domsagor, tingslag och tingsrätter